# Paul Lovens

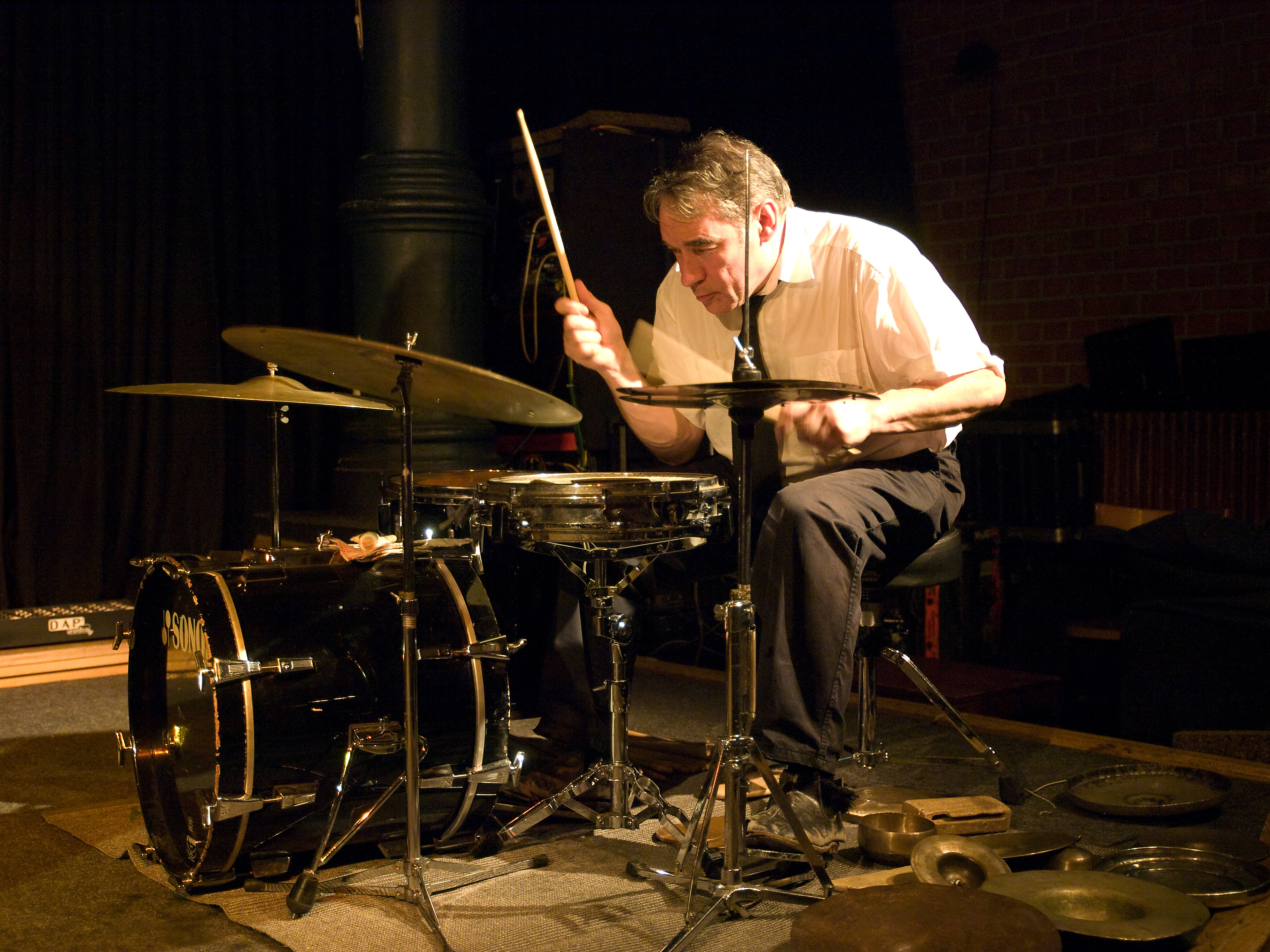
Paul Lovens trat seit Beginn seiner Laufbahn lange Jahre in den gleichen Schuhen auf. (Foto: 2008)

Paul Lovens (* 6. Juni 1949 in Aachen) ist ein deutscher Schlagzeuger.

## Leben und Wirken

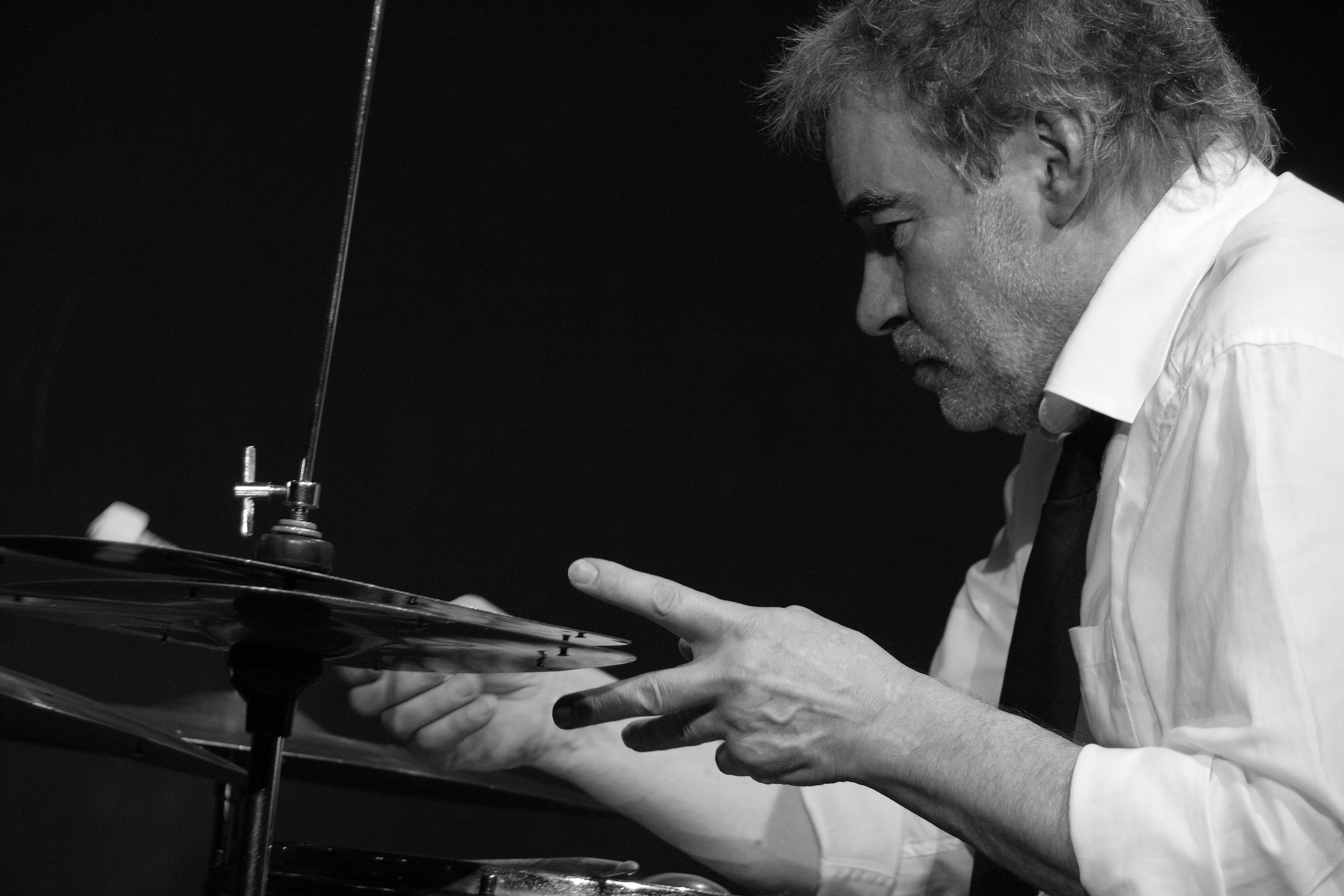
Paul Lovens 2012

Lovens ist als Musiker Autodidakt und spielte, seitdem er 14 Jahre alt war, in Bands, zunächst Dixieland und Tanzmusik, dann weitere Genre des Jazz. Als Tourneemusiker ist er seit mehr als 50 Jahren international unterwegs und auf unzähligen Aufnahmen zu hören. 1968/69 spielte er in der Gruppe Organisation mit Florian Schneider, Ralf Hütter und Eberhard Kranemann. 1969 konzentrierte er sich auf das freie Spiel. Seit 1970 spielt er kontinuierlich im Trio mit Alexander von Schlippenbach (Piano) und Evan Parker (Saxophon) und im Globe Unity Orchestra. Insbesondere in kleinen Gruppen arbeitet er weiterhin zusammen mit zahlreichen relevanten Musikern der europäischen Freien-Musik-Szene, war aber auch Mitglied des Berlin Contemporary Jazz Orchestra. Er gehörte zur Kernformation der VARIO-Projekte von Günter Christmann und spielte mit Cecil Taylor. Mit Rüdiger Carl, Hans Reichel und Shelley Hirsch bildete er die September Band.
1976 gründete er mit Paul Lytton das eigene Schallplattenlabel Po Torch, auf dem bis 1993 veröffentlicht wurde (darunter drei Duo-Alben der beiden Schlagzeuger). 2014 war er Praxisstipendiat in der Villa Massimo in Rom. Lovens lebt in Aachen und Nickelsdorf. 2019 erhielt er für sein musikalisches Schaffen als „Prototyp eines Improvisationsmusikers mit Erfindergeist, der Genregrenzen neu definiert und gerade im Team zu Hochform aufläuft“ und seine Verdienste den Albert-Mangelsdorff-Preis 2019.

## Diskographische Hinweise
- Evan Parker/Paul Rutherford/Dave Holland/Paul Lovens The Ericle of Dolphi (1976/1983)
- Heiner Goebbels/Paul Lovens: Es herrscht UHU im Land (JAPO, 1980)
- Cecil Taylor/Paul Lovens Regalia (1988)
- Mats Gustafsson/Paul Lovens Nothing to Read (1990/91)
- Alexander Schlippenbach Broomriding (2002) mit Rudi Mahall, Tristan Honsinger
- Quat Live at Hasselt (NoBusiness Records, 2013), mit Els Vandeweyer, Fred Van Hove, Martin Blume
- Paul Lovens, Ignaz Schick, Clayton Thomas: Meeting the Past (2020)

## Lexigraphische Einträge
- Wolf Kampmann (Hrsg.), unter Mitarbeit von Ekkehard Jost: Reclams Jazzlexikon. Reclam, Stuttgart 2003, ISBN 3-15-010528-5.
- Martin Kunzler: Jazz-Lexikon. Band 2: M–Z (= rororo-Sachbuch. Bd. 16513). 2. Auflage. Rowohlt, Reinbek bei Hamburg 2004, ISBN 3-499-16513-9.